# کامه نو مائه
کامه نو مائه (به ژاپنی: 亀の前（かめのまえ)، زمان تولد و مرگ نامشخص، هم‌بالینی / شو میناموتو نو یوریتومو، اولین شوگون از شوگون‌سالاری کاماکورا در دوره هی‌آن بود.

## شخص
با توجه به آزوما کاگامی نوشته شده در دوره کاماکورا، کامه نو مائه از زمانی که میناموتو نو یوریتومو در تبعید در ایزو زندگی می‌کرد، در خدمت او بود و از حدود بهار سال ۱۱۸۲ مورد علاقه یوریتومو قرار گرفت. یوریتومو مخفیانه او را به کاماکورا دعوت کرد و او را دوست داشت.
در ژوئن ۱۱۸۲، زمانی که همسر قانونی یوریتومو، هوجو ماساکو، مانجو (بعداً میناموتو نو یوری‌ایه) را باردار بود، یوریتومو، که علاقه اش به او روز به روز بیشتر می‌شد، به دیدن او به ناکاهارا در کوتسوبو (شهر زوشی، کاناگاوا) رفت. می‌گویند به دلیل ترس از بیگانگان محل اقامت او را در جایی دوردست از محل زندگی خود قرار داد.